# Ак-Булак (Ошская область)
Ак-Булак (кирг. Ак-Булак) — село в Ноокатском районе Ошской области Кыргызстана. Входит в состав Кыргыз-Атинского айылного аймака.

## География
Село расположено в западной части области, к востоку от реки Кыргыз-Ата, на расстоянии приблизительно 6 километров (по прямой) к юго-востоку от города Ноокат, административного центра района. Абсолютная высота — 1564 метра над уровнем моря.

## Население
Согласно оценочным данным Национального статистического комитета Кыргызской Республики, численность населения села на начало 2023 года составляла 6944 человека.
| год     | 2009 | 2014 | 2015 | 2020 | 2021 | 2023 |
| ------- | ---- | ---- | ---- | ---- | ---- | ---- |
| человек | 5263 | 5866 | 6076 | 6687 | 6773 | 6944 |